# Чижев
Чижев (пол. Czyżew) (до 2010 Чижев-Осада) — місто у Польщі, у Високомазовецькому повіті, Підляського воєводства. Адміністративний центр місько-сільської гміни Чижев.

## Історія
Назва «Cisow» згадується 1187 р. Поселення було ймовірно знищене монголо-татарами. Наново заселене наприкінці 14 ст. 1738 р. поселенню було надано міські права. 1862 р. через місто прокладено залізницю Варшава — Петербург, було відкрито залізничну станцію. Проте населення міста все одно було малим (1508 осіб 1860 р.), тому 1870 р. Чижев було позбавлено міських прав.
Права міста надано (поновлено) 1 січня 2011 р.

## Пам'ятки
- Костел Св. Петра і Павла (1874)
- Синагога (2-а пол. 19 ст.)
- Парк (2-а пол. 19 ст.)
- Дерев'яна вілла (поч. 20 ст.)
- Цвинтарна каплиця (1868)
- Придорожній хрест (1895)
- Склепи та надгробки кладовища
- Військове кладвоище

## Демографія
Демографічна структура станом на 31 березня 2011 року:
|          | Загалом | Допрацездатний вік | Працездатний вік | Постпрацездатний вік |
| -------- | ------- | ------------------ | ---------------- | -------------------- |
| Чоловіки | 1292    | 268                | 915              | 109                  |
| Жінки    | 1328    | 261                | 791              | 276                  |
| Разом    | 2620    | 529                | 1706             | 385                  |